# Anstruther (Szkocja)
Anstruther (scots Enster, gealicki Eanstar, co oznacza Mały Strumień) – miasteczko w Fife we wschodniej Szkocji. Leży 9 km na południowy wschód od St Andrews Podzielone na dwie części przez rzekę Dreel Burn. Położona na wschodzie wieś Cellardyke jest rozszerzeniem Anstruther. Jest miastem o największej liczbie ludności w East Neuk (ok. 3500). 
Anstruther było początkowo małą, rybacką miejscowością - pozostałością po tym jest znajdujące się tu Szkockie Muzeum Rybołówstwa. Obecnie miasto rozwija się głównie z turystyki.
W Anstruther znajduje się publiczna szkoła - The Waid Academy. Przy szkole znajdują się również basen i hala sportowa, przeznaczone do publicznego użytku.
Znajduje się tu smażalnia roku 2001-2002 - Anstruther Fish Bar, w której jadali m.in. Robert De Niro, Tom Hanks i książę William.